# Dragan Šutanovac
Dragan Šutanovac (en serbe cyrillique : Драган Шутановац ; né le 24 juillet 1968 à Belgrade) est un homme politique serbe. Il est membre du Parti démocratique (DS). Du 15 mai 2007 au 27 juillet 2012, il a été ministre de la Défense dans le second gouvernement Koštunica puis dans les deux gouvernements présidés par Mirko Cvetković.

## Parcours
Dragan Šutanovac est diplômé de la faculté de génie mécanique de l'université de Belgrade, spécialisé dans les problèmes de sécurité. Il est également diplômé du Centre Marshall pour les études de sécurité de Garmisch-Partenkirchen. D'avril à mai 2000, il travaille au Parlement européen, à Strasbourg et à Bruxelles. En septembre 2000, il est devenu conseiller spécial du ministre de l'Intérieur de la république fédérale de Yougoslavie et, en 2001, il devient ministre de l'Intérieur adjoint. Aux élections législatives de 2000, 2003 et 2007, Dragan Šutanovac est élu député. De 2002 à 2003, il est président de la Commission pour la défense et la sécurité du Parlement de Serbie. Aux élections locales de 2000 et 2004, il est élu député à l'assemblée de la ville de Belgrade. 